# Politikåret 1944

## Händelser

### Februari
- 22 februari - Den svenska regeringen tillsätter en kommission för planering av ekonomin efter kriget under professor Gunnar Myrdal.

### Juni
- 17 juni – Island utropas som republik.[1]
- 22 juni - Ivanoe Bonomi efterträder Pietro Badoglio som Italiens konseljpresident.[2]

### Augusti
- 11 augusti - Carl Gustaf Mannerheim efterträder Risto Heikki Ryti som Finlands president.[3]

### Oktober
- 11 oktober - Tuva införlivas i Sovjet.[4]

## Val och folkomröstningar
- 17 september – Vid andrakammarvalet i Sverige går Sveriges kommunistiska parti kraftigt framåt.
- 7 november – I presidentvalet i USA får Franklin D. Roosevelt 53,4% av rösterna och blir historisk genom att vinna ett presidentval för fjärde gången.

## Organisationshändelser
- 28 april - De svenska socialdemokraterna ansluter sig till arbetarrörelsens efterkrigsprogram, de 27 punkterna, om den ekonomiska politiken efter kriget. Dess huvudpunkter är full sysselsättning, rättvis fördelning och höjd levnadsstandard samt större effektivitet och mer demokrati inom näringslivet. Man kräver också samhällsstöd åt allmännyttig produktion eller socialisering på områden där enskild företagsamhet anses medföra misshushållning eller monopolism. De konkreta socialiseringskraven gäller dock bara försäkringsväsendets förstatligande och tomtmarkens och hyreshusens gradvisa kommunalisering.
- 28 september - Nationalekonomen Bertil Ohlin efterträder Gustaf Andersson som partiledare för Folkpartiet.

## Födda
- 21 maj – Mary Robinson, Irlands president 1990–1997.
- 31 juli - Betty H Williams, brittisk parlamentsledamot.
- 17 augusti – Rexhep Meidani, Albaniens president 1997–2002.
- 19 september - Anders Björck, Sveriges försvarsminister 1991-1994.
- 15 oktober – Sali Berisha, Albaniens president 1992–1997.
- 1 november – Oscar Temaru, Franska Polynesiens president juni–oktober 2004, mars 2005–december 2006, september 2007–februari 2008, februari–november 2009 och april 2011–2013.
- 2 december - Ibrahim Rugova, Kosovos president 2002–2006.

## Avlidna
- 29 februari – Pehr Evind Svinhufvud, Finlands riksföreståndare 18 maj–12 december 1918 och Finlands president 1931–1937.
- 24 april – Michael Petersen Friis, Danmarks statsminister april–maj 1920.
- 9 augusti – Alberts Kviesis, Lettlands president 1930–1936.

### Fotnoter
1. ↑  ”Iceland” (på engelska). World Statesmen. http://www.worldstatesmen.org/Iceland.htm. Läst 24 september 2012.
2. ↑  ”Italy” (på engelska). World Statesmen. http://www.worldstatesmen.org/Italy.htm. Läst 31 juli 2015.
3. ↑  ”Finland” (på engelska). World Statesmen. http://www.worldstatesmen.org/Finland.html. Läst 7 november 2012.
4. ↑  ”Russia” (på engelska). World Statesmen. http://www.worldstatesmen.org/Russia.htm#Tannu. Läst 7 november 2012.